# Psallus varians
Psallus varians ist eine Wanzenart aus der Familie der Weichwanzen (Miridae).

## Merkmale
Die Wanzen werden 3,8 bis 4,7 Millimeter lang. Die Gattung Psallus umfasst kleine, häufig rot, grau oder dunkelbraun gesprenkelte Wanzen, bei denen das Pronotum und die Hemielytren mit blassen, schuppenartigen Härchen bedeckt sind und bei denen die Dornen der Schienen (Tibien) aus schwarzen Punkten entspringen. Die Arten der Gattung können häufig nur schwer oder gar nicht anhand äußerer Merkmale unterschieden werden. Meist kann man die Arten jedoch anhand der Wirtspflanze eingrenzen. Psallus varians ist von einer Reihe anderer ähnlicher Arten der Gattung Psallus, die ebenso an Eichen auftreten, nur durch mikroskopische Untersuchung zu unterscheiden.

## Vorkommen und Lebensraum
Die Art ist in Europa, östlich über Kleinasien bis in den Kaukasus verbreitet. In Deutschland und Österreich tritt sie überall häufig auf. Sie kann in manchen Jahren sehr individuenreich sein und ist dann die häufigste Art ihrer Gattung in Mitteleuropa.

## Lebensweise
Psallus varians lebt bevorzugt an Eichen (Quercus), tritt aber auch an Weiden (Salix), Birken (Betula), Mehlbeeren (Sorbus), Haseln (Corylus), Erlen (Alnus), Eschen (Fraxinus) und besonders Buchen (Fagus) auf. Man kann die Wanzen gelegentlich auch auf Nadelgehölzen antreffen, die jedoch nicht zum Wirtsspektrum der Art gehören. Die Imagines kann man von Ende Mai bis Mitte Juli antreffen, später findet man nur noch vereinzelt Weibchen.
Psallus varians ernähren sich gewöhnlich von Baumpollen oder Blattläusen. Im Sommer 2016 kam es in Deutschland jedoch bei schwarmhaftem Auftreten zu dem unerwarteten Phänomen, dass vielfach Menschen gestochen wurden. Die Stichwunden sollen sich hierbei entzündet haben, was wahrscheinlich auf einer allergischen Reaktion beruht. Der Stich der Art ist zwar bekanntermaßen schmerzhaft, war jedoch zuvor nicht dafür bekannt, Hautrötungen zu verursachen. Psallus varians ist nicht als Krankheitsüberträger bekannt.

## Belege